# وه‌اردشیر (شهر باستانی)
وه‌اردشیر  یا به‌اردشیر جزء شهرهایی است که توسط اردشیر بابکان بنا گردیده‌است. اردشیر بر روی خرابه‌های سلوکیه قدیم این شهر را در تیسفون بنا نمود و آنجا را پایتخت دولت ساسانی قرار داد. این شهر یکی از شهرهای هفتگانهٔ مدائن بود و بر مغرب دجله قرار داشت.